# Emilio de Villota
Emilio De Villota Ruíz in seguito con l'appellativo di Sr (Madrid, 26 luglio 1946) è un ex pilota automobilistico spagnolo.

## Carriera

### Gli esordi
Dopo aver partecipato a gare di Turismo spagnole e nella serie Shellsport in Inghilterra, trovò il primo volante di una Formula 1 nel 1976. Iscritto al Gran Premio di Spagna 1976 con una Brabham del team RAM, non riuscì a qualificarsi per la gara.

### La stagione 1977
L'anno seguente riuscì, con l'appoggio di due sponsor nazionali (Iberia Airlines e Banco Iberico), a raccogliere un modesto budget di 16 milioni di pesete: acquistò una vecchia McLaren M23 per due milioni, i motori Cosworth per 1,5 milioni ciascuno, i treni di gomme per 100.000 pesete (due treni per ogni week-end di gara) e mise in piedi una piccola organizzazione con solo tre meccanici, quindi si iscrisse a sette Gran Premi, anche se riuscì a qualificarsi solo due volte, ottenendo come massimo risultato il tredicesimo posto nel Gran Premio di Spagna.

### La presenza sporadica In Formula 1 e la F. Aurora
Nel 1978 riprovò a qualificarsi, senza successo, al gran premio di casa, con una McLaren, iscritta dal Centro Aseguredor F1: nelle prove fu protagonista di un incidente con James Hunt. Lo spagnolo terminato, dopo un testacoda, in mezzo alla pista venne centrato dal britannico, senza però conseguenze per i due piloti.
Nella stagione iniziò anche la sua avventura nel campionato britannico di Formula Aurora, finendo terzo nella classifica finale. Nel 1979 acquistò da Héctor Rebaque una vecchia Lotus 78, per 5 milioni di pesete, confermando il terzo posto finale nel campionato. Per il campionato 1980 ottenne l'appoggio del Banco Occidental e tornò a correre per la RAM che schierava una Williams FW07 con cui De Villota si aggiudicò il titolo di Formula Aurora.
Con la stessa vettura, e la stessa scuderia, fece anche una apparizione in Formula 1: sempre nel Gp di Spagna riuscì a qualificarsi 17º e si dovette ritirare al 34º giro per un incidente con i due battistrada nel momento del doppiaggio, ma la gara non venne considerata valida per il campionato in seguito alla defezione di alcuni team per via del protrarsi della Guerra FISA-FOCA.

### Il caso al GP di Spagna 1981
Nel 1981 tentò di partecipare nuovamente al Gran Premio nazionale, da affrontare con una Williams privata dell'Équipe Banco Occidental. Il Patto della Concordia fissava in 30 il numero di vetture che potevano essere iscritte a un Gran Premio: 12 su richiesta della FISA e 18 della FOCA. La scuderia privata di De Villota non faceva parte di nessuno dei due schieramenti. De Villota allora venne avvicinato dalla Fittipaldi (la cui presenza al Gran Premio era però in dubbio, viste le difficoltà economiche della scuderia brasiliana) e dall'Ensign. Quest'ultima però, che aveva appiedato Marc Surer, e iscritto al suo posto Zunino, chiedeva un pagamento per poter correre, troppo oneroso per lo spagnolo. FISA e FOCA assicurarono comunque che, qualora una delle 30 vetture non si fosse presentata a correre, il suo posto sarebbe stato preso dallo spagnolo.
Al giovedì sera della gara l'ATS non presentò, per un ritardo del manager, il documento di licenza necessario per poter partecipare alla gara. Il Real Automóvil Club de España (RACE) estromise la scuderia tedesca e al suo posto fece partecipare alla prove libere del venerdì la vettura di De Villota (che compì un solo giro prima che il motore esplodesse). Alle 13 del venerdì la FISA informò il RACE che, qualora De Villota avesse partecipato alle qualifiche, il Gran Premio avrebbe violato il Patto della Concordia e non sarebbe stato considerato valido per il campionato mondiale. Gli organizzatori spagnoli decisero così di escludere De Villota e riammettere l'ATS.
Nel 1981 passò al Campionato Mondiale Endurance, in cui conquistò due vittorie col compagno Guy Edwards alla guida di una Lola.

### Il rientro in F1 nel 1982
I buoni risultati nella Formula Aurora e nelle gare endurance gli permisero, nella stagione 1982, di ottenere la guida di una terza March. L'ultima volta in cui più di due vetture di uno stesso costruttore affrontavano le qualifiche di un gran premio era stato il Gran Premio degli Stati Uniti d'America-Est 1980, con 4 Williams presenti, due ufficiali e due private, mentre l'ultima volta che una stessa scuderia aveva portato tre vetture era capitato al Gran Premio d'Italia 1980 al Team Lotus. La vettura era sostenuta dallo sponsor LBT, azienda produttrice di lubrificanti sintetici, ed era gommata Pirelli, come le altre due vetture della March, non dalla Avon, come inizialmente annunciato. Nelle prequalifiche del Gp di Monaco ebbe un incidente in cui distrusse la sua March, senza soffrire però conseguenze fisiche. Dal GP di Gran Bretagna, dopo 5 mancate qualificazioni, lo spagnolo abbandonò l'impegno in Formula 1, per la scarsa competitività della vettura March a sua disposizione, tanto che chiese i danni alla scuderia per violazione delle clausole contrattuali. La casa britannica proseguì così a schierare solo due vetture.
In seguito corse con una Porsche 962 nell'endurance, ottenendo come miglior risultato un quarto posto alla 24 ore di Le Mans nel 1986, prima di abbandonare la carriera motoristica. Ha poi fondato una scuola di pilotaggio dove hanno iniziato a correre diversi piloti spagnoli tra cui il rallista Carlos Sainz Jr. e Fernando Alonso. I suoi due figli, Emilio Jr. e María (deceduta nel 2013), sono entrambi piloti.

## Risultati completi in Formula 1
| 1976 | Scuderia | Vettura |  |  |  |    |  |  |  |  |  |  |  |  |  |  |  |  |  | Punti | Pos. |
| ---- | -------- | ------- |  |  |  | -- |  |  |  |  |  |  |  |  |  |  |  |  |  | ----- | ---- |
| 1976 | Brabham  | BT44B   |  |  |  | NQ |  |  |  |  |  |  |  |  |  |  |  |  |  | 0     |      |

| 1977 | Scuderia | Vettura |  |  |  |  |    |  |    |    |  |    |    |    |  |    |  |  |  | Punti | Pos. |
| ---- | -------- | ------- |  |  |  |  | -- |  | -- | -- |  | -- | -- | -- |  | -- |  |  |  | ----- | ---- |
| 1977 | McLaren  | M23     |  |  |  |  | 13 |  | NQ | NQ |  | NQ | NQ | 17 |  | NQ |  |  |  | 0     |      |

| 1978 | Scuderia | Vettura |  |  |  |  |  |  |    |  |  |  |  |  |  |  |  |  |  | Punti | Pos. |
| ---- | -------- | ------- |  |  |  |  |  |  | -- |  |  |  |  |  |  |  |  |  |  | ----- | ---- |
| 1978 | McLaren  | M23     |  |  |  |  |  |  | NQ |  |  |  |  |  |  |  |  |  |  | 0     |      |

| 1981 | Scuderia | Vettura |  |  |  |  |  |  |    |  |  |  |  |  |  |  |  |  |  | Punti | Pos. |
| ---- | -------- | ------- |  |  |  |  |  |  | -- |  |  |  |  |  |  |  |  |  |  | ----- | ---- |
| 1981 | Williams | FW07    |  |  |  |  |  |  | ES |  |  |  |  |  |  |  |  |  |  | 0     |      |

| 1982 | Scuderia | Vettura |  |  |  |  |     |     |    |    |     |  |  |  |  |  |  |  |  | Punti | Pos. |
| ---- | -------- | ------- |  |  |  |  | --- | --- | -- | -- | --- |  |  |  |  |  |  |  |  | ----- | ---- |
| 1982 | March    | 821     |  |  |  |  | NPQ | NPQ | NQ | NQ | NPQ |  |  |  |  |  |  |  |  | 0     |      |

| Legenda | 1º posto     | 2º posto | 3º posto    | A punti         | Senza punti/Non class.  | Grassetto – Pole position Corsivo – Giro più veloce |
| Legenda | Squalificato | Ritirato | Non partito | Non qualificato | Solo prove/Terzo pilota | Grassetto – Pole position Corsivo – Giro più veloce |